# Mehdi Hafsi
Mehdi Hafsi (23 de fevereiro de 1978) é um basquetebolista profissional franco-tunisiano.

## Carreira
Mehdi Hafsi integrou a Seleção Tunisiana de Basquetebol, em Londres 2012, que terminou na décima-primeira colocação.